# 초기 인류의 이주

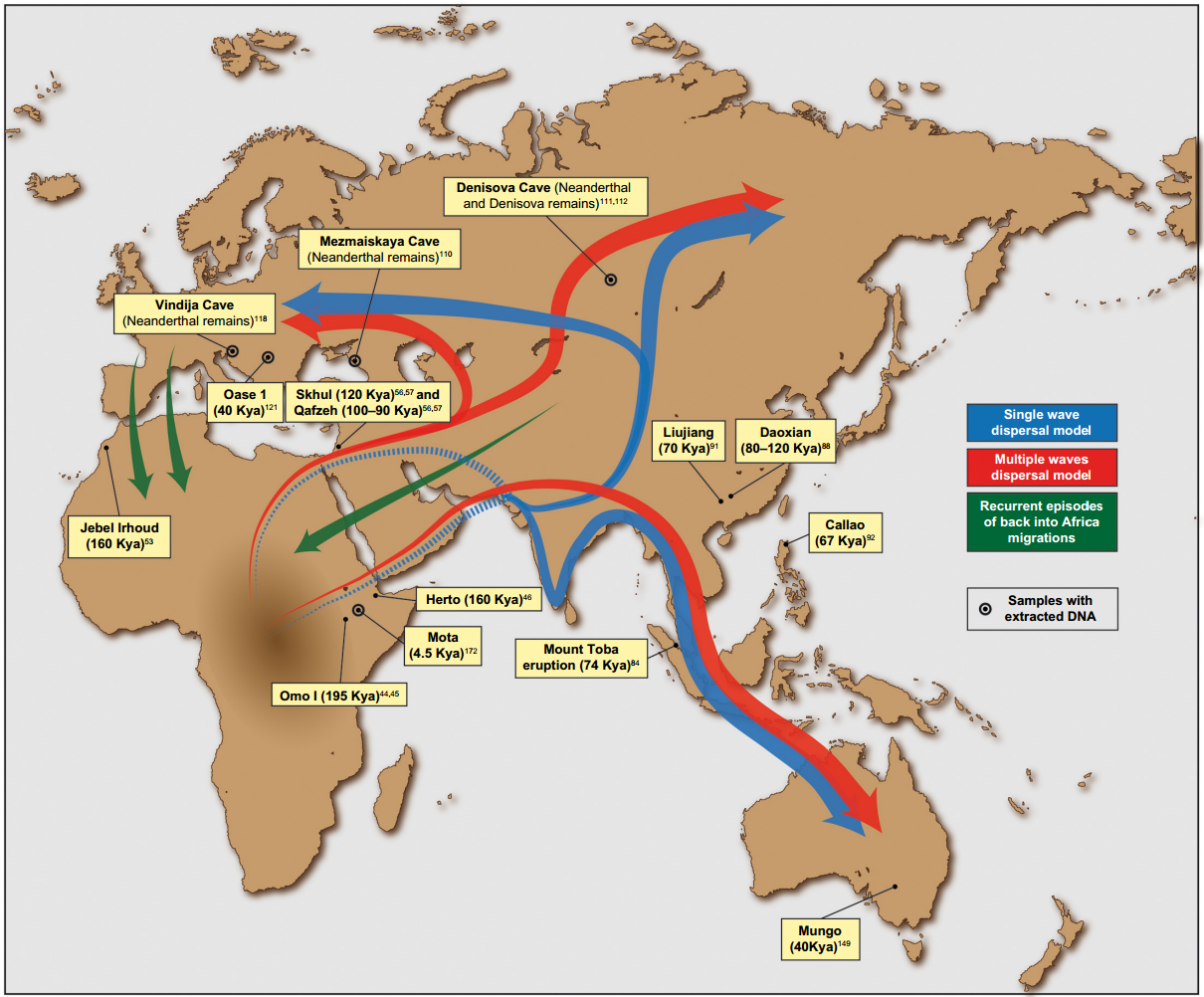
인류의 유라시아 확산에 관한 2가지 가설

초기 인류의 이주(Early human migrations)는 구인류와 현생 인류가 여러 대륙으로 확산한 가장 초기의 인구이동을 가리킨다.

## 구인류
주류 학설에 따르면 약 180만 년 전에 호모 에렉투스가 최초로 동아프리카를 거쳐 아프리카를 나와 레반트를 통해 유라시아로 확산되었다. 이들은 구세계의 대부분 지역에 퍼져 살았고, 고고학적으로 그 분포는 올도완 문화를 통해 추적될 수 있다. 한편 아프리카와 유럽의 호모 에렉투스는 호모 하이델베르겐시스로 분화하여 약 60만 년 전 다시 동아프리카와 유라시아 전역에 퍼졌고, 지역에 따라 네안데르탈인과 데니소바인으로 분화했다.

## 현생 인류
아프리카에 남은 호모 하이델베르겐시스에서 진화한 것으로 추정되는 호모 사피엔스(현생 인류)는 약 30만 년 전 아프리카에서 출현하였고, 초기 현생 인류는 출현 당시부터 아프리카 전역과 유라시아 서부로 확산되었다.
유라시아에서는 확산이 제한적이었으나 아프리카에서는 시간차를 두고 지속되었다. 현대 코이산족의 조상은 아마 15만 년 전, 이르면 26만 년 전에 남아프리카로 확산되어 일찍이 나머지 아프리카인의 조상과 분화되었다. 아프리카 피그미족의 조상은 아마 13만 년 전, 늦어도 6만 년 전에 중부 아프리카로 확산한 것으로 추정된다. 한편 서아프리카의 자세한 상황은 화석 증거가 희박하여 알기 어렵다. 현생 인류의 이주는 13만 년 전 호모 에렉투스가 수반하던 아슐리안 문화의 종말에 기여한 것으로 보이나, 서아프리카에서는 늦으면 12,000년 전까지도 구인류가 현생인류와 공존했을 가능성이 있다.

### 초기 북부 경로 확산
호모 사피엔스의 일부 개체군은 130,000년에서 115,000년 전에 이미 레반트와 유럽으로 이주한 적이 있는 것으로 보이며, 이스라엘의 Misliya 동굴에서 발견된 턱뼈 조각과 르발루아 기법의 도구를 증거로 하여 이르면 185,000년에도 이주 물결이 있었을 가능성이 있다. 그러나 이 확산은 지속적인 거주로 이어지지 않았고, 현대인의 게놈에 흔적을 남기지 않고 약 8만 년 전까지 절멸했을 것으로 보인다.

### 남부 경로 확산

남부 경로 확산 이후 인류의 이주 과정을 나타낸 지도

실질적인 인류 확산은 70,000 - 50,000년 전 "남부 경로"를 통해 발생했으며, 현생 인류가 전세계에 지속적으로 퍼지게 된 것은 이것을 기점으로 한다.
그 시작은 미토콘드리아 DNA에 하플로그룹 L3을 보유한, 어쩌면 1천 명도 되지 않았을 동아프리카의 작은 그룹이 75,000년 전보다 나중에 홍해의 바브엘만데브 해협을 건넌 것이었으리라 추측된다. 이들의 후손은 아라비아와 페르시아의 해안 지대를 따라 이동하며 인도 아대륙까지 퍼졌을 것이다. 대략 70,000 - 50,000년 전에 일어난 이 해안 이동은 L3에서 파생된 미토콘드리아 하플로그룹 M 및 N과 연관이 있다.
아시아 해안을 따라 계속된 이주는 동남아시아를 거쳐 약 65,000 - 50,000년 사이에 오스트레일리아까지 이르렀다. 오늘날 멜라네시아인, 호주 원주민, 필리핀 네그리토 등 동남아시아의 소수 집단에서 데니소바인의 혈통이 검출되며, 이는 아시아 동부에서 현생 인류와 데니소바인의 혼혈이 발생했음을 시사한다. 당시 해수면은 지금보다 낮았기 때문에 동남아시아 도서지역은 순다랜드로 알려진 하나의 거대한 육지 덩어리를 형성하고 있었고, 한편 호주와 뉴기니는 사훌이라는 대륙을 형성하고 있었다. 이 사이를 나누는 해협이던 베버선(Weber's line)은 폭이 최대 90km였으므로, 이를 건너 호주에 도달했다는 것은 이들이 이미 항해 기술을 가지고 있었다는 뜻이 된다.
한편 아시아에서 해안을 따른 이주는 계속되어 북동쪽으로 중국을 지나 일본 열도까지 다다르고 유라시아 내륙 지역으로 확산되었다. 이는 미토콘드리아 하플로그룹 M과 Y-염색체 하플로그룹 C의 분포를 통해 추적된다.

## 같이 보기
- 현생 인류의 아프리카 기원설